# 랜디 조셀린
랜디 조셀린(Randy Josselyn, 1974년 2월 1일 ~ )은 미국의 배우, 텔레비전 배우이다.

## 영화
- 피버 레이크 (1996년)
- 마법의 비디오 채널 (1988년)